# 브르타뉴의 기
브르타뉴의 기(브르타뉴어: banneil Breiz, 프랑스어: drapeau de la Bretagne)는 프랑스 북서부 브르타뉴반도를 상징하는 깃발이다. 브르타뉴어로 '흰색과 검은색'이라는 뜻인 그웬 아 뒤(브르타뉴어: Gwenn-ha-du ɡwɛnaˈdyː)라고도 부른다. 1923년 브르타뉴 민족주의자 모르반 마르샬이 디자인하였다. 오늘날 브르타뉴 지역에 속하지는 않지만 전통적으로 브르타뉴 공국에 속했던 루아라틀랑티크 데파르트망에서도 비공식적으로 쓰인다. 전통적으로 브르타뉴 공국의 수도였던 낭트에서도 쓰이곤 한다.

## 개요
브르타뉴의 기는 브르타뉴 지방의 공식 깃발이다. 브르타뉴 디아스포라 공동체의 민족정체성을 나타내는 깃발이기도 하다. 오랜 세월동안 프랑스 정부는 이 깃발을 분리주의의 상징으로 여겼지만, 오늘날에는 브르타뉴 지역 관공서에서도 달 수 있게 되었다. 깃발의 담비 모피 무늬(ermine)는 따로 정해진 규칙이 없기 때문에 깃발에 따라 다양하다. 하지만 1970년대부터 거의 모든 브르타뉴의 기는 담비 모피 무늬 11개가 그려져 있다.
1923년 모르반 마르샬은 당시 자신이 자유의 땅이라고 보던 미국의 기에서 디자인을 따왔다.
9개 흑색과 백색 가로줄은 브르타뉴 공국을 전통적으로 나누던 9개 교구를 상징한다. 5개 흑색 가로줄은 프랑스어 또는 갈로어를 사용하는 돌(Dol), 낭트(Nantes), 렌(Rennes), 생말로(Saint-Malo), 생브리외(Saint-Brieuc)를 상징하며, 4개 백색 가로줄은 브르타뉴어를 사용하는 트레고르(Trégor), 레옹(Léon), 코르누아이(Cornouaille), 반(Vannes)을 상징한다. 담비 모피 무늬는 브르타뉴 공국의 전통적인 상징이었다.
브르타뉴의 기는 1925년 파리에서 열린 세계 박람회에서 소개되면서 많은 이목을 끌었다. 1920년대에서 30년대 브르타뉴의 많은 문화 단체와 민족주의 단체가 이 깃발을 상징으로 삼았다. 하지만 제2차 세계 대전 당시 브르타뉴 민족주의 단체와 분리주의자들이 나치에 부역했다는 의혹이 제기되면서 이 깃발의 사용도 줄었다. 1960년대가 되어 브르타뉴의 기에 대한 부흥 운동이 일어났다. 이때부터 브르타뉴의 기는 분리주의의 상징이 사라지고 단순히 브르타뉴와 브르타뉴인의 상징이 되었다.

## 사진

1213년부터 쓰인 브르타뉴 공국의 문장).
14~16세기 브르타뉴의 군기이자 해군기. 브르타뉴에서는 전통적으로 흰색 바탕과 검은색 십자가가 그려진 깃발을 사용했다. 14세기 이전 깃발에 대해서는 잘 알려져 있지 않다.
크로아즈 뒤는 중세 브르타뉴의 가장 원칙적인 깃발이었다. 백년 전쟁과 30인의 결투에서 이 깃발이 쓰였고, 브르타뉴 선원 또한 이 깃발을 많이 썼다.
1316년부터 쓰인 브르타뉴 공국의 문장(semé d'hermine).
렌의 문장.
브르타뉴 공국의 국기.